# Iris Aschenbrenner
Iris Julia Aschenbrenner (* 30. Mai 1980 in München) ist eine ehemalige deutsche Moderatorin und ein Model, die auch als Moderatorin für den russischen Staatssender RT DE arbeitete.

## Leben
Nach dem Abitur studierte Aschenbrenner Immobilienwirtschaft. 2003 schloss sie ihr Studium ab. Im Fernsehen war sie zwischen 2004 und 2005 das erste Mal in der durch zu Anfangs Laiendarsteller besetzten Fernsehserie Die Abschlussklasse zu sehen. 2014 war sie unter anderem in den Vox-Serien Mieten, kaufen, wohnen und Shopping Queen zu sehen, und hatte später noch mehrere Auftritte in der Sat.1-Serie In Gefahr – Ein verhängnisvoller Moment. Von 2015 bis 2016 spielte sie in der inzwischen eingestellten RTL-II-Reality-Seifenoper Köln 50667 die Hauptrolle der „Inka Teubert“. Von 2017 bis 2021 moderierte sie beim Teleshopping-Sender HSE.
Am 9. November 2019 wurde sie per Kaiserschnitt Mutter eines Sohnes. Zur Zeit der COVID-19-Pandemie in Deutschland äußerte sich Aschenbrenner dahingehend, dass Influencer weiter ihrer Arbeit nachgehen sollten. Im November 2020 machte sie eine Hautkrebs-Diagnose öffentlich, gut ein Jahr später hatte sie zwei Notoperationen, bei der ihr der Blinddarm entfernt wurde beziehungsweise aufgrund einer Bauchfellentzündung.
Aschenbrenner arbeitete 2022 während des russischen Überfalls auf die Ukraine für RT DE. Seit der Schließung von RT (2022) betreibt Aschenbrenner auf YouTube, Instagram, X, Odysee und  TikTok ihren eigenen Kanal Patient Deutschland.

## Filmografie
- 2004–2005: Die Abschlussklasse (Fernsehserie)
- 2010: Jetzt erst recht (Spielfilm)
- 2010: K11 – Kommissare im Einsatz (Fernsehserie)
- 2012: Monaco 110 (Fernsehserie)
- 2014: Mieten, kaufen, wohnen (Fernsehserie)
- 2014: Shopping Queen (Fernsehserie)
- 2014: In Gefahr – Ein verhängnisvoller Moment (Fernsehserie)
- 2015–2016: Köln 50667 (Fernsehserie)
- 2017–2021: Moderation HSE
- 2018: Meine Geschichte, Mein Leben – 5 Frauen (Fernsehserie)
- 2020: Marco Schreyl – Der Talk (Talkshow)
- 2022: RT DE – Der Tag am Abend (Nachrichten)
- 2022: Klinik am Südring, K11